# Лампенберг
Лампенберг (нем. Lampenberg) — коммуна в Швейцарии, в кантоне Базель-Ланд. 
Входит в состав округа Вальденбург. Население составляет 505 человек (на 31 декабря 2007 года). Официальный код  —  2887.

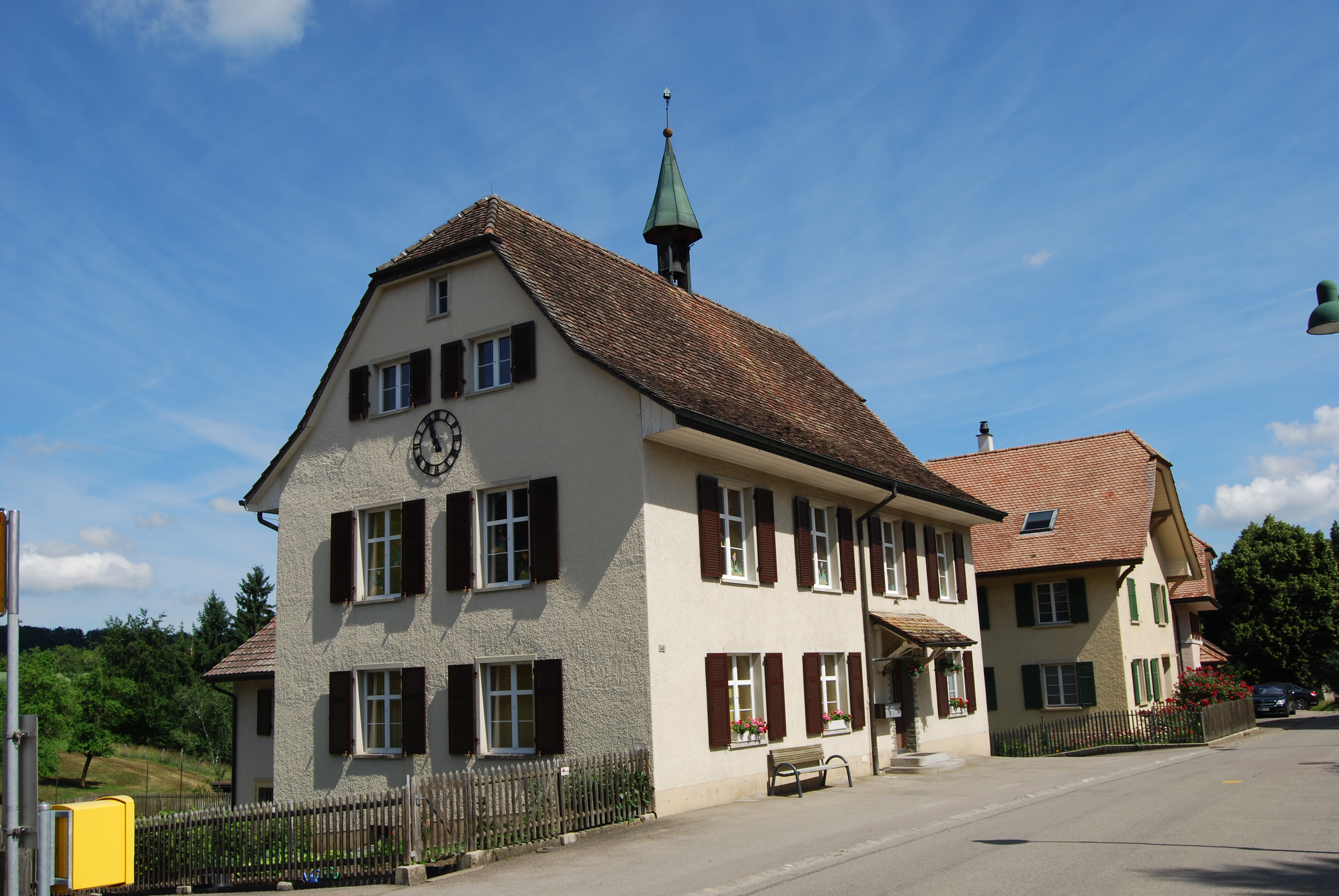
Лампенберг